# أديوداتوس الأول

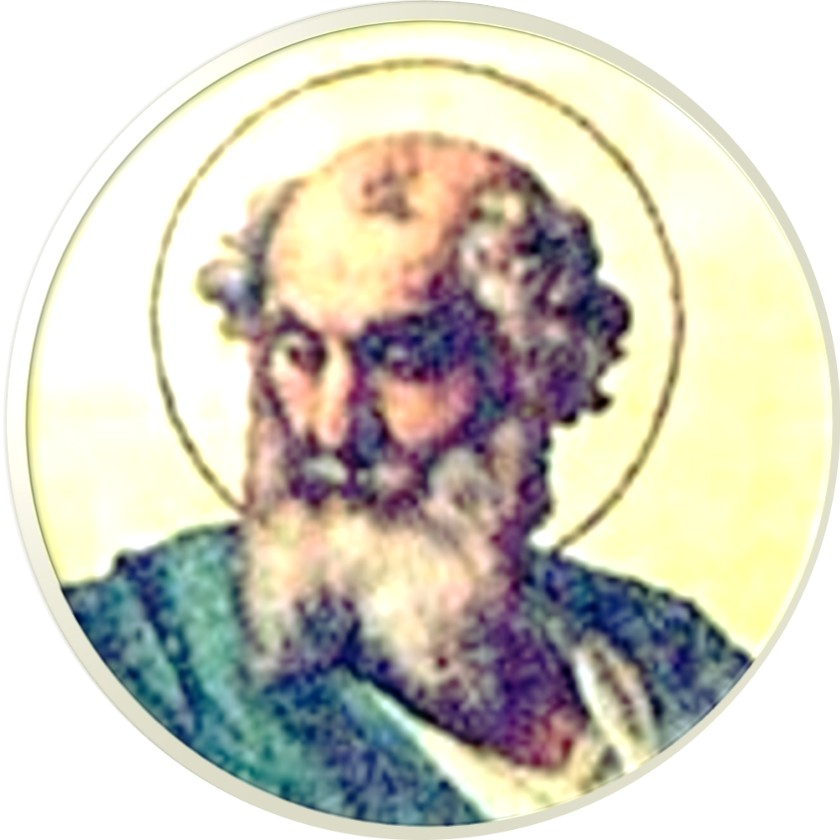
البابا أديوداتوس الأول

البابا القديس أديوداتوس الأول (باللاتينية: Adeodatus I) أو ديوداتوس الأول (باللاتينية: Deodatus I)، ويعني الاسم باللاتينية «عطية الرب» (توفي في 8 نوفمبر 618) هو بابا الكنيسة الكاثوليكية من 13 نوفمبر 615 وحتى وفاته.
ولد في روما، وكان أبوه رجل دين. عمل أديوداتوس قسًا لأربعين سنة قبل انتخابه للبابوية وكان أول قس يُنتخب للبابوية منذ يوحنا الثاني سنة 533.
في أغسطس 618 ضري زلزال مدينة روما، ثم أعقبه انتشار وباء قضى فيه أديوداتوس نحبه، فظل كرسي البابوية شاغرًا مدة سنة وشهر و16 يومًا قبل تنصيب خليفة له.
يذكر التقليد الكاثوليكي أن البابا أديوداتوس هو أول بابا استخدم أختامًا رصاصية لختم الوثائق البابوية، وما زال أحد هذه الأختام البابوية محفوظًا حتى اليوم، وقد نُقش على وجه الخاتم رسم يمثل الراعي الصالح بين خرافه وأسفل الرسم حرفا ألفا وأوميغا، بينما حمل الوجه الآخر اسم البابا أديوداتوس.
يُحتفل بعيد القديس أديوداتوس يوم 8 نوفمبر من كل عام.